# Mirotki (przystanek kolejowy)
Mirotki – nieistniejący przystanek kolejowy w Mirotkach w powiecie starogardzkim.

## Położenie
Stacja jest położona we centralnej części Mirotek.

## Historia

### 1902-1945
Kolej dotarła do Mirotek w sierpniu 1902 roku.

### po 1989
W 1995 roku zawieszono pociągi pasażerskie na trasie Skórcz - Smętowo, a w 1999 roku linia łącząca Smętowo ze Skórczem została pozbawiona ruch towarowego. 

## Linia kolejowa
Przez Mirotki przebiegała lokalna linia kolejowa 238 łącząca Myślice ze Szlachtą. Odcinek ten został wykreślony z ewidencji PKP PLK.

## Pociągi

### Pociągi osobowe
Obecnie nie kursują.

### Ruch towarowy
Obecnie nie kursują.

## Infrastruktura

### Dworzec
Budynek dworca jest wielobryłowy. Został zbudowany z cegły i jest kryty dachówką. Główna część jest piętrowa. Do dworca przylega magazyn.

### Peron
Peron jest zarośnięty trawą i jest niezadaszony.